# Acianthera saurocephala
Acianthera saurocephala är en orkidéart som först beskrevs av Conrad Loddiges, och fick sitt nu gällande namn av Alec M. Pridgeon och Mark W. Chase. Acianthera saurocephala ingår i släktet Acianthera och familjen orkidéer. Inga underarter finns listade i Catalogue of Life.

## Bildgalleri

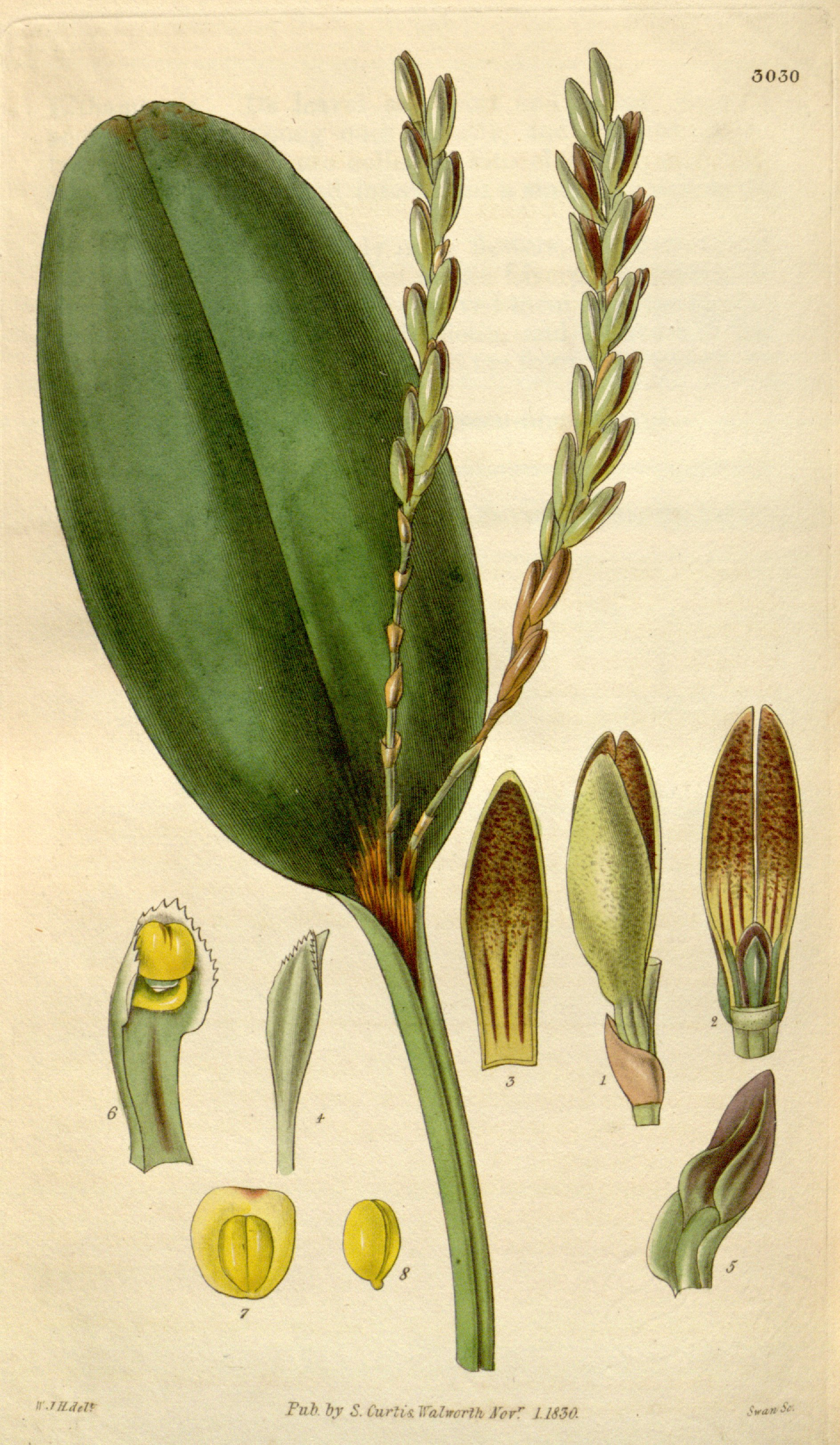
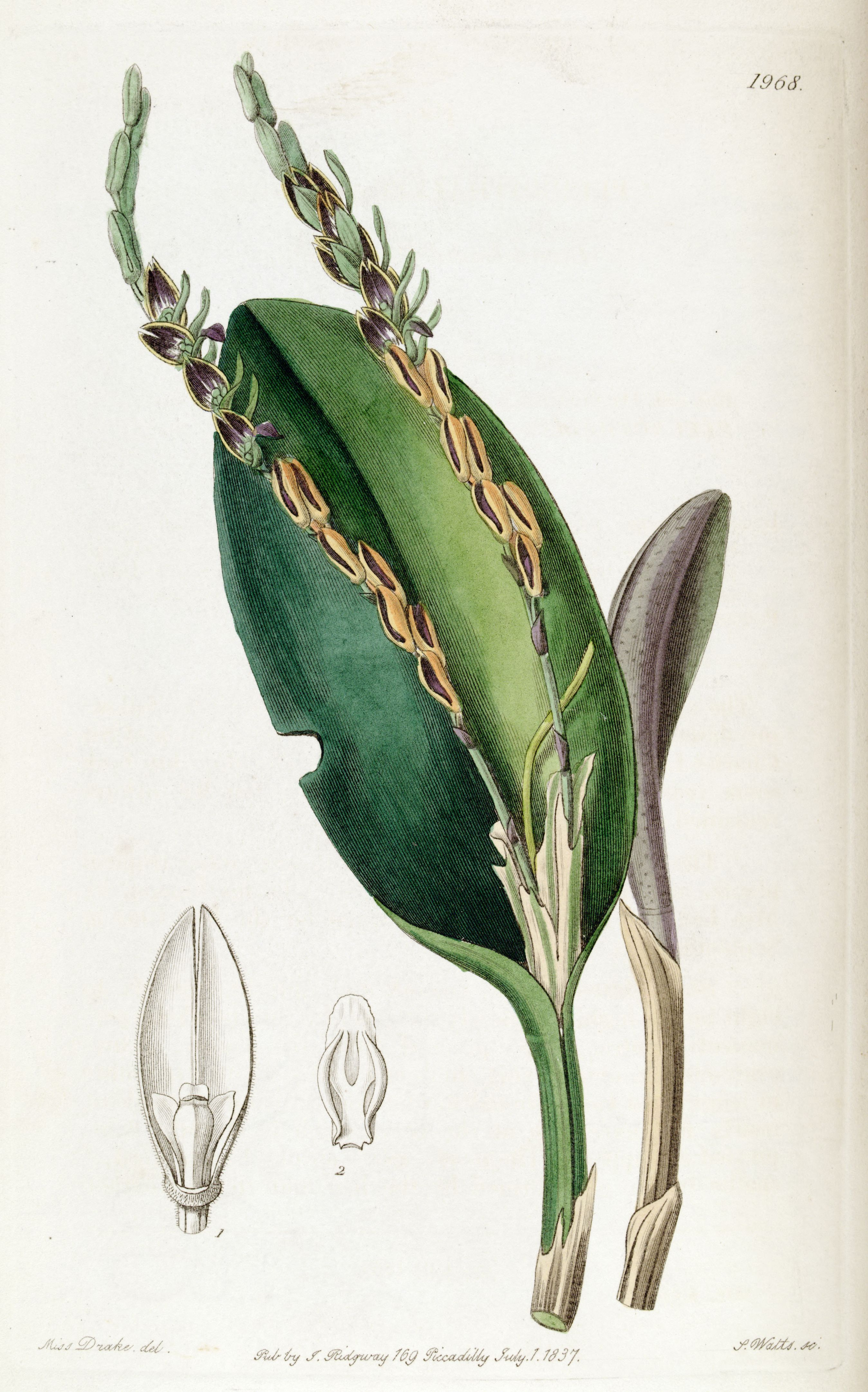
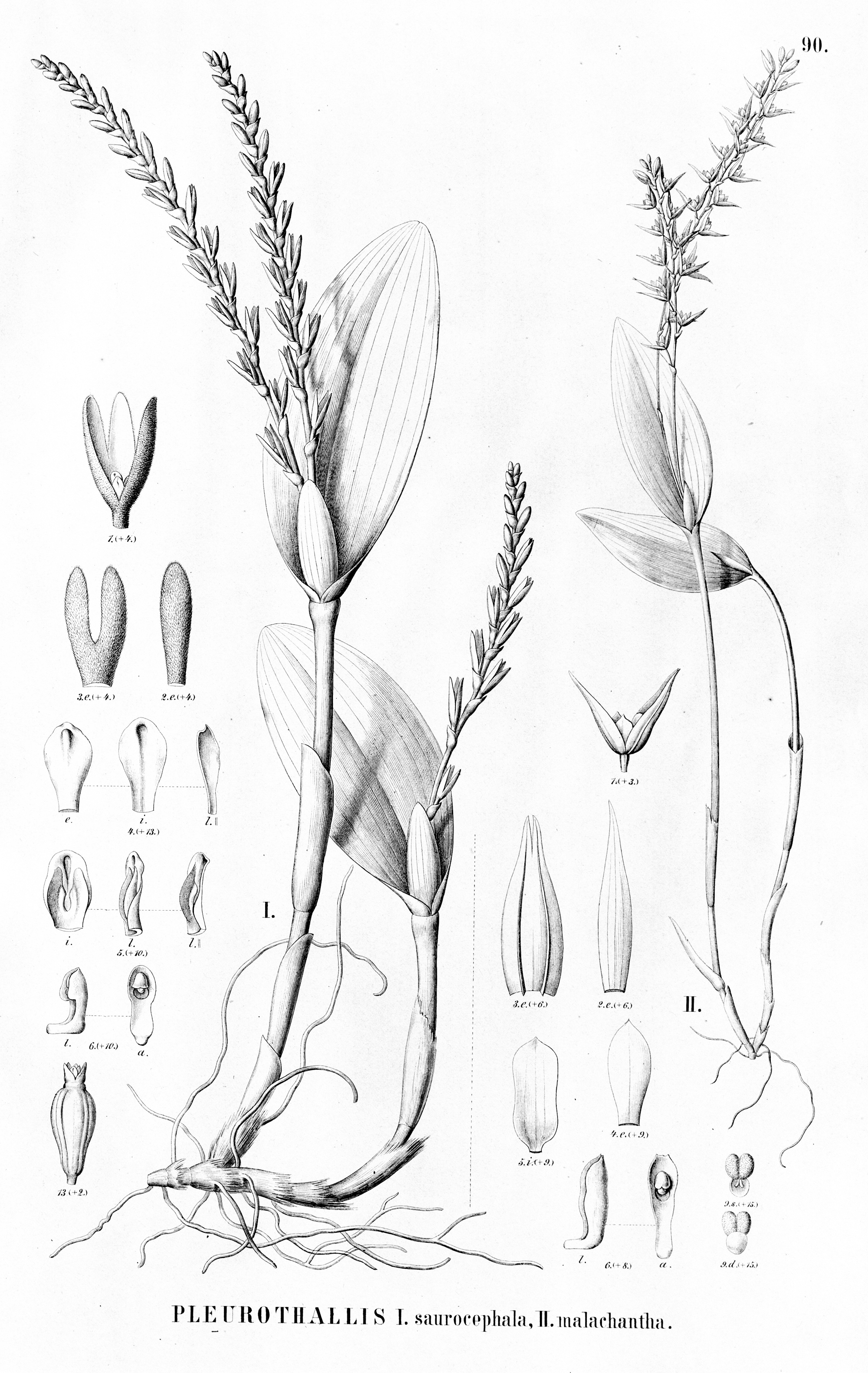